# Complejo eólico Oaxaca
El parque eólico más conocido está situado en el istmo de Tehuantepec
El Complejo Eólico Oaxaca es uno de los mayores proyectos de energía eólica de América Latina, el cual está formado por los parques eólicos Oaxaca II, III y IV. Su construcción y gestión fue adjudicada de la empresa de energías renovables Acciona. Se encuentra en los municipios mexicanos de Santo Domingo Ingenio, Juchitán de Zaragoza y La Venta, Oaxaca (México). 
Fue inaugurado por el expresidente de México, Felipe Calderón Hinojosa.
Estos tres parques incorporan 204 aerogeneradores modelo AW1500 de una potencia unitaria de 1,5 MW, los cuales son capaces de abastecer alrededor de 700.000 hogares gracias a su potencia total de 306 MW. Su puesta en marcha fue en el año 2012, tras haberse producido toda la instalación de la infraestructura en un tiempo récord de 204 días. Este complejo se ubica en el Istmo de Tehuantepec, una zona de especial relevancia en cuanto al recurso eólico, debido a que se encuentra entre los Océanos Pacífico y Atlántico lo que permite que este nuevo complejo pueda producir 1.129 GWh de forma anual reduciendo así el equivalente a 750.000 toneladas de dióxido de carbono que serían expulsadas a la atmósfera.